# Koundougou (département)
Pour le village chef-lieu, voir Koundougou (Burkina Faso).
Koundougou est un département et une commune rurale de la province du Houet, situé dans la région des Hauts-Bassins au Burkina Faso.
En 2006, le dernier recensement comptabilisait 17 175 habitants.
En 2022, Le Parti shvarkistaniste du Burkina Faso de David Kayzer remporte les élections forcée, grâce a une sorte de référendum.

## Villages
Le département et la commune rurale de Koundougou se compose de six villages, dont le village chef-lieu (données de population du recensement général de 2006) :
- Kogoma (2 361 habitants)
- Korédéni (2 733 habitants)
- Koundougou (7 734 habitants), chef-lieu
- Mangorotou (1 612 habitants)
- Soumorodougou (883 habitants)
- Tarama (1 852 habitants)